# Grenddy Perozo
Grenddy Adrián Perozo Rincón (Maracaibo, 28 febbraio 1986) è un ex calciatore venezuelano, di ruolo difensore.